# 5. корпус РВ и ПВО
5. корпус ратног ваздухопловства и противваздушне одбране основан је 1964. године као 5. ваздухопловни корпус.

## Историја

### 5. ваздухопловни корпус
У оквиру реорганизације Дрвар 2 према наредби од 8. маја 1964. године основан је 5. ваздухопловни корпус са командом у Загребу. Корпус је настао преформирањем 5. ваздухопловне команде са придодатим јединицама са запада државе базираним на аеродромима Плесо, Лучко, Церкље, Бихаћ, Пула и Земуник.
Корпус је 1986. године преименован у 5. корпус РВ и ПВО. Команданти корпуса у овом периоду били су Виктор Бубањ, Енвер Чемаловић, Радоје Љубичић, Слободан Алагић, Антон Тус, Чедомир Ковачевић, Никола Бенић и Ђорђије Звицер.

### 5. корпус РВ и ПВО
Формиран преименовањем 5. ваздухопловног корпуса, 5. корпус РВ и ПВО покривао је југоисточно војиште.
Од краја јуна 1991. јединице 5. корпуса РВ и ПВО учествују у борбеним дејствима на територији Републике Словеније и Републике Хрватске. Команда корпуса измештена је из Загреба на аеродром Бихаћ током борбених дејстава према наредби од 30. октобра 1991. Како су јединице ЈНА напуштале гарнизоне на територији Словеније и Хрватске, тако се смањивала и зона одговорности 5. корпуса. Ратни планови за реорганизацију су предвиђали трансформацију 5. корпуса у 2. корпус РВ и ПВО, али се од тога одустало након отцепљења Босне и Херцеговине од Југославије. Корпус је престао да постоји 12. маја 1992. године повлачењем снага ЈНА из Босне и Херцеговине. Ипак део јединица састављених од Срба из БиХ остаје на територији БиХ и ако је планом предвиђено да се целокупне повуку на територију Србије и Црне Горе. Од тих јединица основано је Ратно ваздухопловство и противваздушна одбрана Војске Републике Српске.
Команданти корпуса у овом периоду били су Звонко Јурјевић, Живан Мирчетић, Марјан Рожић и Љубомир Бајић.

## Организација
Током целог свог постојања овај корпус је био потчињен команди Ратно ваздухопловство и противваздушна одбрана.

### Потчињене јединице

#### 5. ваздухопловни корпус (1964.-1966)
Авијацијске јединице
- 97. пук помоћне авијације
- 109. ловачко-бомбардерски авијацијски пук
- 111. пук помоћне авијације
- 117. ловачки авијацијски пук
- 172. ловачко-бомбардерски авијацијски пук
- 184. извиђачки авијацијски пук
  - 122. хидроавијацијска ескадрила за везу

Ваздухопловно-техничке јединице
- 84. ваздухопловна база
- 151. ваздухопловна база
- 200. ваздухопловна база
- 258. ваздухопловна база
- 474. ваздухопловна база

Јединице везе
- 298. батаљон везе

Инжињеријске јединице
- 379. инжињеријски батаљон

#### 5. ваздухопловни корпус (1966.-1968)
Авијацијске јединице
- 97. пук помоћне авијације
- 82. авијацијска бригада
- 111. пук помоћне авијације

Ваздухопловно-техничке јединице
- 84. ваздухопловна база
- 151. ваздухопловна база
- 200. ваздухопловна база
- 258. ваздухопловна база
- 474. ваздухопловна база

Јединице везе
- 298. батаљон везе

Инжињеријске јединице
- 379. инжињеријски батаљон

#### 5. ваздухопловни корпус (1968.-1978)
Авијацијске јединице
- 82. авијацијска бригада
- 111. пук помоћне авијације

Ваздухопловно-техничке јединице
- 84. ваздухопловна база
- 130. ваздухопловна база
- 151. ваздухопловна база
- 200. ваздухопловна база
- 258. ваздухопловна база
- 474. ваздухопловна база

Јединице везе
- 298. батаљон везе

Инжињеријске јединице
- 379. инжињеријски батаљон

#### 1. ваздухопловни корпус (1978.-1986)
Авијацијске јединице
- 82. авијацијска бригада
- 111. транспортни авијацијски пук
  - 351. извиђачка авијацијска ескадрила (до 1982)
  - 466. ескадрила лаке борбене авијације (до 1982)
  - 467. ескадрила лаке борбене авијације (до 1984)

Ваздухопловно-техничке јединице
- 84. ваздухопловна база
- 130. ваздухопловна база
- 151. ваздухопловна база
- 200. ваздухопловна база
- 258. ваздухопловна база
- 474. ваздухопловна база

Јединице ПВО
- 15. дивизија ПВО

Јединице везе
- 298. батаљон везе

Инжињеријске јединице
- 379. инжињеријски батаљон

#### 5. корпус РВ и ПВО (1986.-1992)
Авијацијске јединице
- 82. авијацијска бригада
- 111. авијацијска бригада
- 117. ловачки авијацијски пук

Ваздухопловно-техничке јединице
- 84. ваздухопловна база
- 151. ваздухопловна база
- 200. ваздухопловна база
- 258. ваздухопловна база
- 474. ваздухопловна база

Јединице ПВО
- 155. ракетни пук ПВО
- 350. ракетни пук ПВО

Јединице ВОЈИН
- 5. пук ВОЈИН

Јединице везе
- 298. батаљон везе

Инжињеријске јединице
- 379. инжињеријски батаљон

## Команданти корпуса
- Виктор Бубањ (1964.-1970)
- Енвер Чемаловић (1970.-1972)
- Радоје Љубичић (1972.- )
- Слободан Алагић
- Антон Тус (-1981)
- Чедомир Ковачевић (1981.-1983)
- Никола Бенић (1983.-1985)
- Ђорђије Звицер (1985.-1986)
- Звонко Јурјевић (1986.-1987)
- Живан Мирчетић (1987.-1990)
- Марјан Рожић (1990.-1991)
- Љубомир Бајић (1991.-1992)